# Кудеверская волость (Псковская губерния)
Кудеверская волость — административно-территориальная единица в составе Новоржевского уезда Псковской губернии, в том числе в РСФСР в 1924 — 1927 годах. Центром было село Кудеверь.
В рамках укрупнения дореволюционных волостей губернии, новая Кудеверская волость была образована в соответствии с декретом ВЦИК от 10 апреля 1924 года из упразднённых Аксёновской, Духновской, Кудеверской волостей и разделена на сельсоветы: Аксёновский, Бардовский, Выдумский, Духновский, Кудеверский, Кунинский, Самсоновский. В июне 1925 года были образованы Волковский и Шапкинский сельсоветы, в начале 1927 года — Безладоаский и Савкинский.
В рамках ликвидации прежней системы административно-территориального деления РСФСР (волостей, уездов и губерний), Кудеверская волость была упразднена в соответствии с Постановлением Президиума ВЦИК от 1 августа 1927 года, а её территория включена в состав Кудеверского района Псковского округа Ленинградской области.